# DJ Hero 2
DJ Hero 2 es un videojuego de ritmo y secuela de DJ Hero. DJ Hero 2 usa un especial un controlador de turnable para simular el turntablism, el acto de crear un nuevo trabajo musical de una de las muchas mejores canciones usando un fonógrafo y un sonido de efectos generadores. El juego dejó una continuación del desarrollador FreeStyleGames y publicado por Activision y es expecto para ser anunciado mundialmente en la última estación del 2010.

## Banda sonora
DJ Hero 2 dejó una lista que incluye otras 70 canciones mashup de otros 85 artistas incluyendo a deadmau5, Dr Dre, Chemical Brothers, Kanye West, Metallica, Lady Gaga y Rihanna. Una canción dejó incluida a Usher titulado "OMG".
Sumando a aquellas canciones incluyendo en los mixes confirmados para el juego, las siguientes canciones están confirmadas para ser incluidas. 
| Título de la canción                                  | Artista                                            |
| ----------------------------------------------------- | -------------------------------------------------- |
| "A Fifth Of Beethoven"                                | Walter Murphy                                      |
| "Apocalypse"                                          | Sparfunk & D-Code                                  |
| "B&G a/k/a Black & Gold"                              | Sam Sparro                                         |
| "Bad Girls"                                           | Donna Summer                                       |
| "Bad Romance"                                         | Lady Gaga                                          |
| "Bashy Bashy"                                         | Pirate Soundsystem                                 |
| "Blue Monday"                                         | New Order                                          |
| "Buffalo Gals"                                        | Malcolm McLaren                                    |
| "Busy Child" (Still Busy After All These Years Remix) | The Crystal Method                                 |
| "Chain Gang"                                          | Sam Cooke                                          |
| "C'mon"                                               | Tiësto vs Diplo                                    |
| "Crank That (Soulja Boy)"                             | Soulja Boy                                         |
| "Dollaz & Sense"                                      | Blakroc feat. Pharoahe Monch & RZA                 |
| "Enuff" (DJ Fresh Remix)                              | DJ Shadow feat. Q-Tip and Lateef The Truth Speaker |
| "Favorite DJ"                                         | Clinton Sparks, DJ Class, & Jermaine Dupri         |
| "Firestarter"                                         | The Prodigy                                        |
| "Get Ur Freak On"                                     | Missy Elliott                                      |
| "Go DJ"                                               | Lil' Wayne                                         |
| "Groove Is In The Heart"                              | Deee-Lite                                          |
| "Heartless"                                           | Kanye West                                         |
| "I Can't Live Without My Radio"                       | LL Cool J                                          |
| "I Remember"                                          | Deadmau5 & Kaskade                                 |
| "I'm Not Alone"                                       | Calvin Harris                                      |
| "In The Ayer"                                         | Flo Rida feat. Will.I.Am                           |
| "Infiltrate"                                          | Sean Paul                                          |
| "Jam On It"                                           | Newcleus                                           |
| "Killer"                                              | Adamski                                            |
| "Le Freak"                                            | Chic                                               |
| "Lollipop"                                            | Lil' Wayne feat. Static Major                      |
| "Love Is Gone"                                        | David Guetta & Chris Willis                        |
| "Love Lockdown"                                       | Kanye West                                         |
| "Lovegame"                                            | Lady Gaga                                          |
| "Memories"                                            | David Guetta feat. Kid Cudi                        |
| "Mo' Money, Mo' Problems"                             | The Notorious B.I.G. feat.Mase & Diddy             |
| "Move For Me"                                         | Kaskade & Deadmau5                                 |
| "Not Afraid"                                          | Eminem                                             |
| "Omen"                                                | The Prodigy                                        |
| "OMG"                                                 | Usher                                              |
| "Oops (Oh My)"                                        | Tweet feat. Missy Elliott                          |
| "Planet Rock"                                         | Afrika Bambaataa and The Soul Sonic Force          |
| "Pon De Floor"                                        | Major Lazer feat. Vybz Kartel                      |
| "Pon De Replay"                                       | Rihanna                                            |
| "Pump Up the Volume"                                  | MARRS                                              |
| "Push The Feeling On" (MK Mix 95)                     | Nightcrawlers                                      |
| "Put On"                                              | Young Jeezy feat. Kanye West                       |
| "Ridin'"                                              | Chamillionaire                                     |
| "Say Something"                                       | Timbaland feat. Drake                              |
| "Say Whoa"                                            | A-Trak                                             |
| "Show Me Love" (Stonebridge Radio Edit)               | Robin S                                            |
| "Stylo"                                               | Gorillaz feat. Mos Def & Bobby Womack              |
| "Super Battle Breaks"                                 | DJ Qbert                                           |
| "Superstition"                                        | Stevie Wonder                                      |
| "The Box"                                             | Orbital                                            |
| "The Day That Never Comes"                            | Metallica                                          |
| "The Way I Are"                                       | Timbaland feat. Keri Hilson & D.O.E.               |
| "Twist 'Em Out"                                       | Dillinja and Skibadee                              |
| "Welcome To Jamrock"                                  | Damian Marley                                      |
| "Who Am I (What's My Name)?"                          | Snoop Dogg                                         |
| "You Gonna Want Me"                                   | Tiga                                               |
| "You're A Jerk"                                       | New Boyz                                           |

Los siguientes remixes están incluidas y confirmadas con el juego.
| Título de la canción 1                      | Artista 1                             | Título de la canción 2                   | Artista 2                                                                  | Fuente |
| ------------------------------------------- | ------------------------------------- | ---------------------------------------- | -------------------------------------------------------------------------- | ------ |
| "Hot in Herre"                              | Nelly                                 | "Regulate"                               | Warren G. featuring Nate Dogg                                              |        |
| "Galvanize"                                 | Chemical Brothers                     | "Leave Home"                             | Chemical Brothers                                                          |        |
| "Replay"                                    | Iyaz                                  | "Rude Boy"                               | Rihanna                                                                    |        |
| "Bounce (Beat Juggle)"                      | MSTRKRFT featuring N.O.R.E.           | n/a                                      | n/a                                                                        | [ 1 ]  |
| "Don't Cha"                                 | Pussycat Dolls featuring Busta Rhymes | "I Know You Want Me (Calle Ocho)"        | Pitbull                                                                    | [ 1 ]  |
| "Where's Your Head At?"                     | Basement Jaxx                         | "Bonkers"                                | Dizzee Rascal & Armand Van Helden                                          | [ 2 ]  |
| "Just Dance"                                | Lady Gaga featuring Colby O'Donis     | "Ghosts N Stuff"                         | Deadmau5                                                                   | [ 3 ]  |
| "California Love"                           | 2Pac featuring Dr. Dre                | "Nothin' on You"                         | B.o.B featuring Bruno Mars                                                 | [ 2 ]  |
| "I Will Be Here"                            | Tiësto featuring Sneaky Sound System  | "Speed Rail"                             | Tiësto                                                                     | [ 4 ]  |
| "Nasty"                                     | Janet Jackson                         | "D.A.N.C.E."                             | Justice                                                                    | [ 5 ]  |
| "War"                                       | Edwin Starr                           | "Waters of Nazareth"                     | Justice                                                                    | [ 6 ]  |
| "Informer"                                  | Snow                                  | "ABC"                                    | The Jackson 5                                                              | [ 7 ]  |
| "Hero"                                      | Nas featuring Keri Hilson             | "Get By"                                 | Talib Kweli                                                                | [ 8 ]  |
| "Acapella (Beat Juggle)"                    | Kelis                                 | n/a                                      | n/a                                                                        | [ 9 ]  |
| "Human After All (Beat Juggle)"             | Daft Punk                             | n/a                                      | n/a                                                                        | [ 10 ] |
| "Midnight in a Perfect World (Beat Juggle)" | DJ Shadow                             | n/a                                      | n/a                                                                        | [ 11 ] |
| "ABC"                                       | The Jackson 5                         | "O.P.P."                                 | Naughty By Nature                                                          | [ 12 ] |
| "American Boy"                              | Estelle featuring Kanye West          | "Good Times"                             | Chic                                                                       | [ 12 ] |
| "Heads Will Roll (A-Trak Remix)"            | Yeah Yeah Yeahs                       | "Where's Your Head At?"                  | Basement Jaxx                                                              | [ 12 ] |
| "Love Don't Let Me Go (Walking Away)"       | David Guetta & The Egg                | "Low"                                    | Flo Rida                                                                   | [ 12 ] |
| "Jump Around"                               | House of Pain                         | "Put Your Hands Where My Eyes Could See" | Busta Rhymes                                                               | [ 12 ] |
| "Axel F"                                    | Harold Faltermeyer                    | "Get Busy"                               | Sean Paul                                                                  | [ 12 ] |
| "Galang"                                    | M.I.A.                                | "Under Me Sleng Teng"                    | Wayne Smith                                                                | [ 12 ] |
| "Jungle Boogie"                             | Kool & the Gang                       | "The Message"                            | Grandmaster Flash and the Furious Five featuring Melle Mel and Duke Bootee | [ 12 ] |
| "In Da Club"                                | 50 Cent                               | "Get Low"                                | Lil Jon & the East Side Boyz featuring Ying Yang Twins                     | [ 12 ] |
| "I Want Your Soul"                          | Armand Van Helden                     | "Push It"                                | Salt-N-Pepa                                                                | [ 12 ] |